# Pien Savonije
Johanna Pien Savonije (circa 1963) is een Nederlandse voormalige actrice en presentatrice.
Ze verwierf bekendheid als een van de presentatoren van het televisieprogramma Jules Unlimited (1990-1991) en was te horen op 3FM in het programma Dubbellisjes (1989-1992). Ze speelde enkele bijrollen en was uitvoerend producent onder andere van de dramaserie Suite 215 (1991-1992).
Vanaf 2001 richtte Savonije zich op een carrière als therapeute en coach. 

## Filmografie
- 1996: Elixir d'Anvers
- 1996: M'n dochter en ik
- 1992: Suite 215
- 1990: Commissaris Roos